# Sheryl Lee
Sheryl Lee Diamond (født 22. april 1967) er skuespillerinde. Hun har bl.a. medvirket i tv-serien One Tree Hill hvor hun spiller Ellie Harp og Twin Peaks, hvor hun spiller Laura Palmer.

## Filmografi

### Film
| År   | Film                           | Rolle                   | Noter |
| ---- | ------------------------------ | ----------------------- | --- |
| 1990 | Wild at Heart                  | The Good Witch          | |
| 1992 | Jersey Girl                    | Tara                    | |
| 1992 | Twin Peaks: Fire Walk with Me  | Laura Palmer            | Nomineret — Saturn Award for bedste kvindelige hovedrolle Nomineret — Independent Spirit Award for bedste kvindelige hovedrolle                              |
| 1994 | Don't Do It                    | Michelle                | |
| 1994 | Backbeat                       | Astrid Kirchherr        | |
| 1995 | Fall Time                      | Patty/Carol             | |
| 1995 | Homage                         | Lucy Samuel             | |
| 1995 | Notes from Underground         | Liza                    | |
| 1996 | Mother Night                   | Helga Noth / Resi Noth  | |
| 1997 | Bliss                          | Maria                   | |
| 1997 | This World, Then the Fireworks | Lois Archer             | |
| 1997 | The Blood Oranges              | Fiona                   | |
| 1998 | Vampires                       | Katrina                 | Nomineret — Saturn Award for bedste kvindelige birolle |
| 1999 | Kiss the Sky                   | Andy                    | |
| 1999 | Angel's Dance                  | Angelica 'Angel' Chaste | |
| 2002 | Children on Their Birthdays    | Elinore Murphy          | |
| 2005 | Paradise, Texas                | Betsy Kinney            | |
| 2010 | Winter's Bone                  | April                   | Detroit Film Critics Society for bedste ensemble Gotham Award for bedste ensemble Nomineret—Southeastern Film Critics Association Awards for bedste ensemble |
| 2011 | The Fields                     | Lucie                   | |
| 2014 | White Bird in a Blizzard       | May                     | |
| 2014 | Jackie & Ryan                  | Miriam                  | |
| 2014 | The Makings of You             | Judy                    | |
| 2016 | Cafe Society                   | Karen Stern             | |